# Dakhla

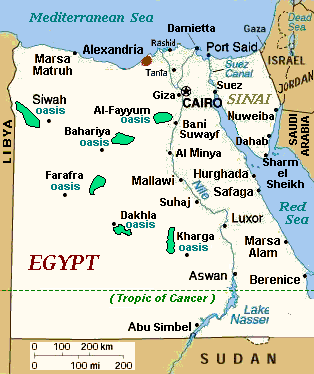
Localizzazione dell'oasi di Dakhla

Dakhla (arabo: الداخلة , al Dākhla) è un'oasi del deserto occidentale, in Egitto. È detta anche oasi interna per contrapposizione all'oasi di Kharga, detta invece oasi esterna.
Si trova nel territorio del governatorato di Wadi al-Jadid, a 350 km dalla valle del Nilo, a circa meta strada fra le oasi di Farafra e Kharga. L'oasi misura circa 80 km da est a ovest e circa 25 km da nord a sud.

## Antico Egitto
L'oasi divenne importante per la ricchezza dei suoi pozzi, che furono regolarmente accatastati dal sovrano Psusenne unitamente ai terreni.
La Stele di Dakhla, datata al tempo del sovrano Sheshonq I, è scritta in geroglifico e narra di una richiesta all'oracolo del dio Seth in merito ad una disputa sulla proprietà dell'acqua di un pozzo.

## Scavi archeologici
Nella zona dell'oasi, nel 2014, è stata ritrovata un'antica scuola risalente alla dominazione romana dell'Egitto grazie all'operato di alcuni archeologi dell'Università di New York. Su una delle pareti è stato identificato un brano scritto in greco appartenente all'Odissea di Omero.